# Sutwanus nigriceps
Sutwanus gnigriceps – gatunek błonkówki z rodziny Pergidae.

## Taksonomia
Gatunek ten został opisany w 1883 roku przez Petera Camerona pod nazwą Loboceras nigriceps. Jako miejsce typowe podano Meksyk. Holotypem była samica. W 1978 roku David Smith przeniósł go do rodzaju Anathulea, zaś w 1990 do rodzaju Sutwanus.

## Zasięg występowania
Ameryka Północna. Notowany w Meksyku (Dystrykt Federalny, stany Chiapas, Hidalgo, Jalisco, Jukatan, Morelos Nayarit, San Luis Potosí, i Veracruz sr. i płd. części kraju), Kostaryce i Salwadorze.

## Biologia i ekologia
Rośliną żywicielską jest gujawa pospolita z rodziny mirtowatych.